# Вот моё сердце
«Вот моё сердце» (англ. Behold My Heart) — американский драматический фильм 2018 года режиссёра Джошуа Леонарда по его собственному сценарию с Марисой Томей, Чарли Пламмером и Тимоти Олифантом в главных ролях.
Премьера фильма состоялась на международном кинофестивале  Galway Film Fleadh 12 июля 2018 года под оригинальным названием Behold My Heart.

## Сюжет
После неожиданной трагической гибели кантри-рокера Стивена Лэнга (Олифант) в результате драки на парковке его вдова Маргарет (Томей) и сын Маркус (Пламмер) изо всех сил пытаются справиться со своим горем. Маркус недоволен поведением матери, впавшей в затяжную депрессию и пристрастившейся к алкоголю. Но вместо помощи и поддержки он дистанцируется от неё, что приводит к ухудшению их отношений. В какой-то момент женщина оказывается близка к инцесту, что оказывается последней каплей для Маркуса, решившего уйти из дома.  Оставшись друг без друга, мать и сын каждый по-своему находят пути выхода из семейного кризиса. Тем временем проходит суд над убийцей Стивена. Маркус же готов взять правосудие в свои руки. неожиданным спасением для Маркуса и Маргарет становится жизнь в условиях дикой природы.

## В ролях
- Мариса Томей — Маргарет Лэнг
- Чарли Пламмер — Маркус Лэнг
- Тимоти Олифант — Стивен Лэнг
- Мирей Инос — Нэнси
- Эмили Робинсон — Трейси
- Ник Додани — Шеймус
- Сакина Джаффри — Джейн
- Дэвид Колл — Джейк
- Сайда Аррика Экулона — Бетси

## Восприятие
Фильм являлся участником секции «Новое кино» форума  Transatlantyk Festival в Лодзе.
Кинокритик The Hollywood Reporter Нил Янг в целом положительно отозвался о фильме, отметив: «Леонард и его соавтор Ребекка Лоуман заслуживают похвалы за создание простой и трогательной картины, умной и зрелой в описании персонажей и непредсказуемом развитии повествования». 
Кевин Махер из The Times в своей рецензии выставляет работе Леонарда 2 балла из 5 и  резюмирует, что фильму о  столь сильном личном горе откровенно не хватает драматического напряжения.